# Mário Franco
Mário Franco (nasceu 20 de outubro de 1965 em Lisboa, Portugal) é um bailarino, contrabaixista e compositor

## Vida
Começou com 4 anos no Centro de Estudos Gregorianos. Continuou seus estudos na Academia de Amadores de Música, e foi aluno de Fernando Flores, de composição com Pedro Rocha , e estudou música de câmara. 
Estudou guitarra baixo com António Ferro, contrabaixo com David Gausden na Escola de Jazz do Hot Clube de Portugal , e participou em workshops com Rufus Reid, Niels Henning Orsted Pederson, Eberhard Weber. 
Em 1986-87, assistiu cursos ministrados por Ludwig Streicher no Estoril e em 1988 ganhou o 1 º prémio no Prémio Jovens Músicos, mais tarde tornou-se membro da Orquestra sinfónica Juvenil onde trabalhou no repertório clássico com o maestro Christopher Bochmann. 
Desde 1984, toca jazz e música improvisada em Portugal e no estrangeiro com músicos, como António Pinho Vargas, Mário Laginha, João Paulo Esteves de Silva, Bernardo Sassetti, Carlos Martins, Tomás Pimentel, José Peixoto, Jarmo Savolainen, Jim Leff, Ralph Peterson Jr., Paolo Fresu, Andy Sheppard, Peter Epstein, Ralph Towner.
Em 1990, apresentou o seu  primeiro projecto baseado em composições originais e obteve o 1 º prémio e 2 º prémio de composição no concurso "A Juventude e a Musica". 
Tem participado em Portugal nalguns dos festivais mais importantes do jazz, como Jazz na Cidade 88, 90; Festival de Música dos Capuchos 85; Lisboa em Jazz 90; Encontros de Jazz do Algarve 91; Jazz em Agosto  (Fundação Gulbenkian) 87, 88, 90, 95 e 05; Seixal Jazz Festival Seixal , em 98, 05; Festival Internacional de Jazz de Coimbra, em 99 "Jazz no Inverno"; Musicalidades 2001; em 3 º e 5 º Maio Jazz Almodôvar 05, 07; 4 ª Festa do Jazz 2006; Festival de Jazz de Estremoz 2006; Festival Internacional de Cinema IndieLisboa 2007; 10 º Festival de Valado de Frades 2007 [ligação inativa]; 11 º Matosinhos em Jazz 2007; 1 º Festival de Jazz de Sines 2007 ; fora de Portugal, por exemplo, em Macau, Japão, França, Bélgica, Noruega ... 
Também compõe Dança e Teatro. Mário Franco é também um bailarino da Companhia Nacional de Bailado Portugal (CNB) desde 1986.

## Gravações
As a Side Musician:
(Selected CDs):
- António Pinho Vargas Quintet and Carlos Martins Quartet: Lisboa em Jazz (CML Pelouro Cultura, 1991);
- João Paulo Esteves da Silva Quartet: Serra sem Fim (Farol Música, 1993);
- Tomás Pimentel Septet: Descolagem (El Tatu, 1994);
- Luz Destino (M.A Recordings, 1996);
- José Peixoto: O Que Me Diz o Espelho d’água (Farol Música, 2000);José Peixoto: A Tempo (A Capella, 2001);
- José Peixoto: Aceno, featuring Ralph Towner (Zona Música, 2003).

As a Leader:
- ”This Life” Mario Franco Quintet with David Binney (Tone of a Pitch Records, 2006)